# Elstree Studios
Die Elstree Studios in Borehamwood (Hertfordshire) sind ein britisches Film- und Fernsehproduktionsunternehmen, das von den Elstree Film Studios Limited betrieben wird. 

## Geschichte

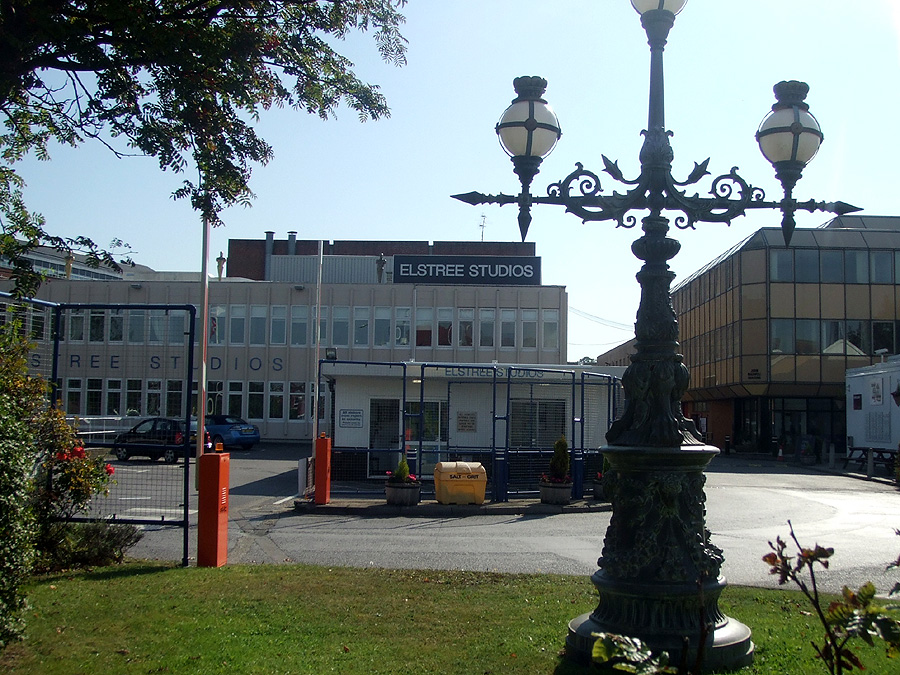
Eingang zu den Elstree Studios (2011)

Die Studios liegen unweit der nördlichen Stadtgrenze Londons in Nachbarschaft zum Londoner Stadtteil Edgware. Sie sind eine von mehreren Produktionsstätten, die historisch als Elstree Studios bezeichnet wurden, und die sämtlich in den beiden nördlichen Nachbarstädten Londons, nämlich Borehamwood und Elstree, oder in deren Nähe lagen. In dieser Gegend befinden sich seit Beginn der Filmproduktion im Jahr 1914 diverse Studios.
Die Elstree Studios an der Shenley Road in Borehamwood wurden dort im Jahr 1925 eröffnet. Sie sind neben dem benachbarten BBC Elstree Centre an der Eldon Avenue der einzige hier noch genutzte Standort.
Bekannt sind die Studios als Geburtsort von Filmklassikern wie Krieg der Sterne (englischer Originaltitel: Star Wars), Indiana Jones, Superman, Shining und Die Reise ins Labyrinth, um nur einige zu nennen. In letzter Zeit wurden dort The Danish Girl, Suffragette, The King’s Speech, Sherlock Holmes, World War Z, The World’s End und Paddington produziert.
Die Elstree Studios wurden und werden darüber hinaus für Film- und Fernsehproduktionen aller Art genutzt. Ein Beispiel aus den 1960ern ist die Krimiserie Simon Templar, mit Roger Moore in der Hauptrolle. Ferner werden hier zahlreiche Shows des britischen Fernsehens produziert.